# Iberodorcadion spinolae spinolae
Iberodorcadion spinolae spinolae é uma subespécie de insetos coleópteros polífagos pertencente à família Cerambycidae.
A autoridade científica da subespécie é Dalman, tendo sido descrita no ano de 1817.
Trata-se de uma subespécie presente no território português.